# Woodsia alpina
Woodsia alpina là một loài thực vật có mạch trong họ Woodsiaceae. Loài này được (Bolton) Gray miêu tả khoa học đầu tiên năm 1821.

## Hình ảnh

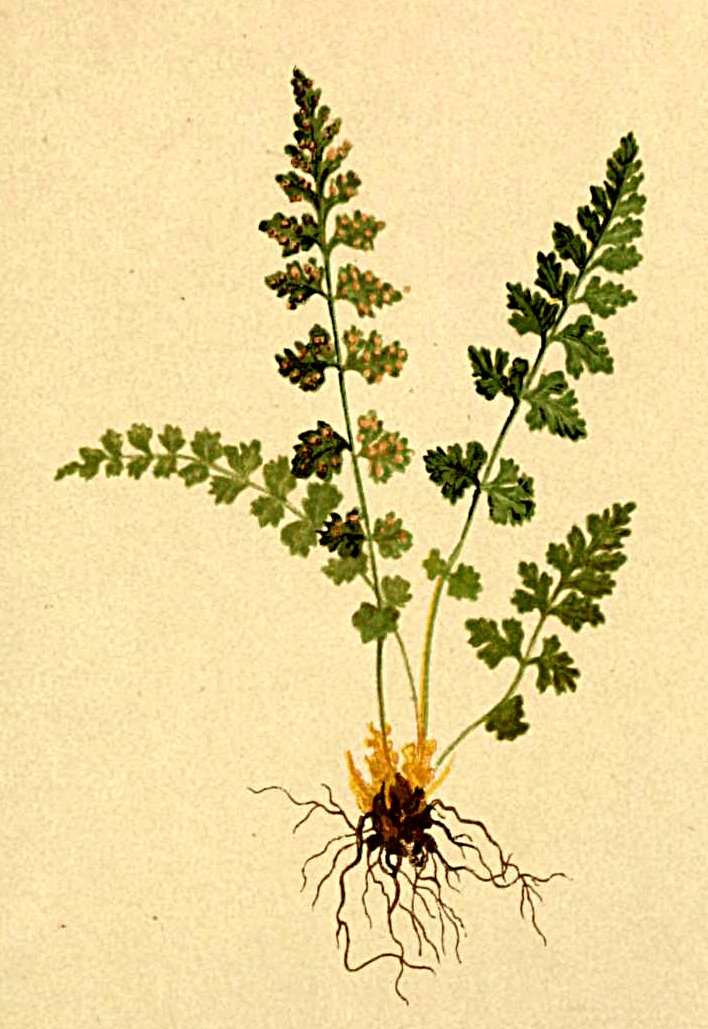
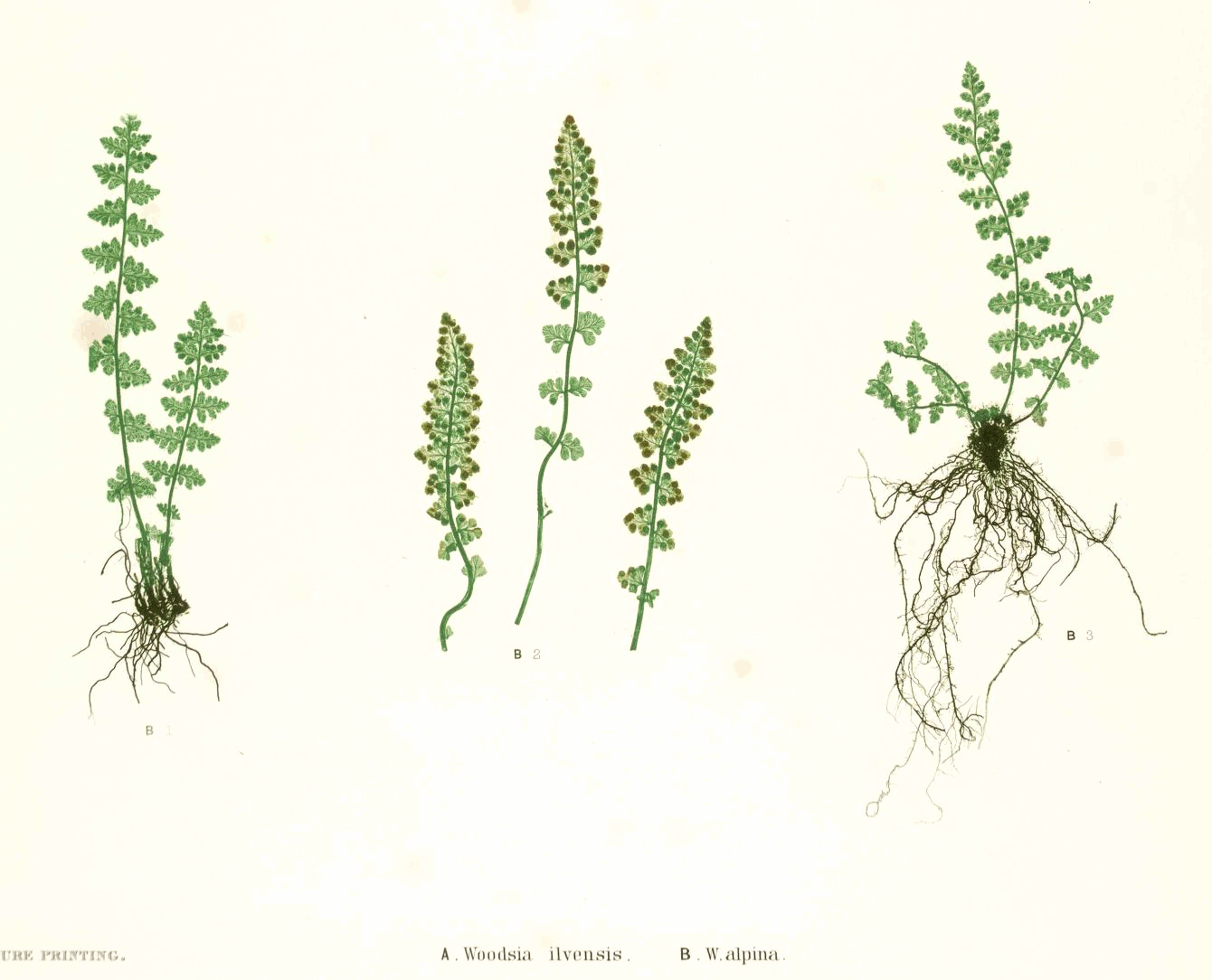
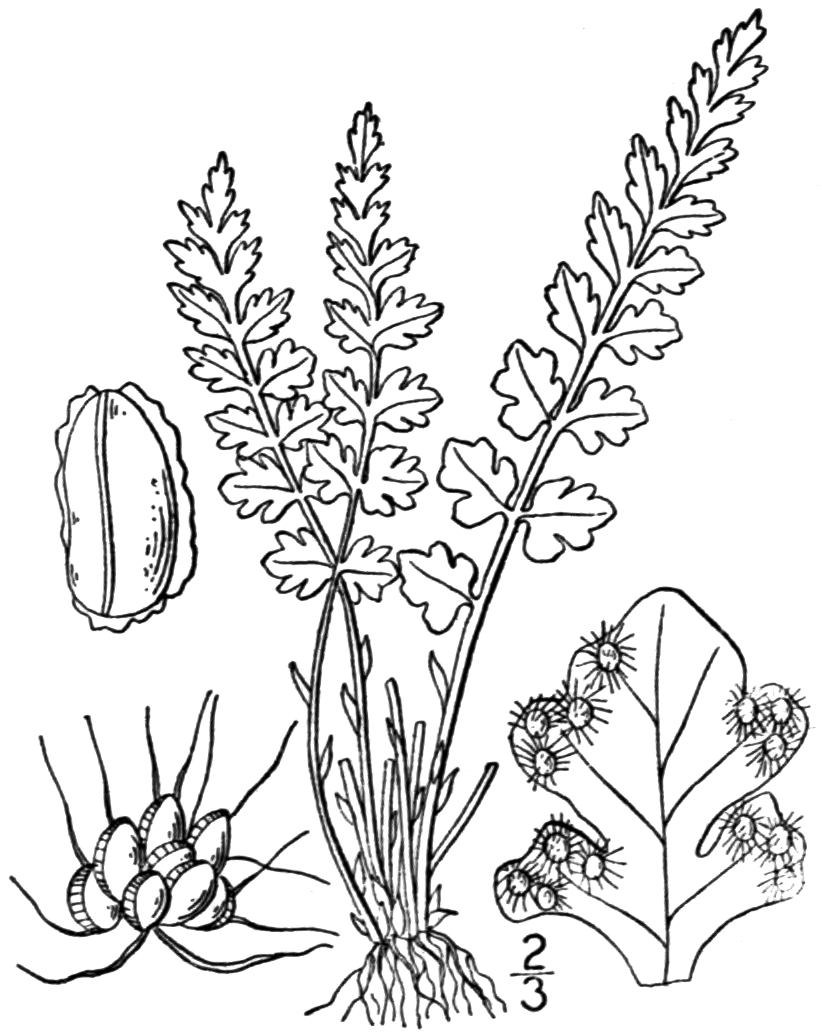